# 菖蒲湯

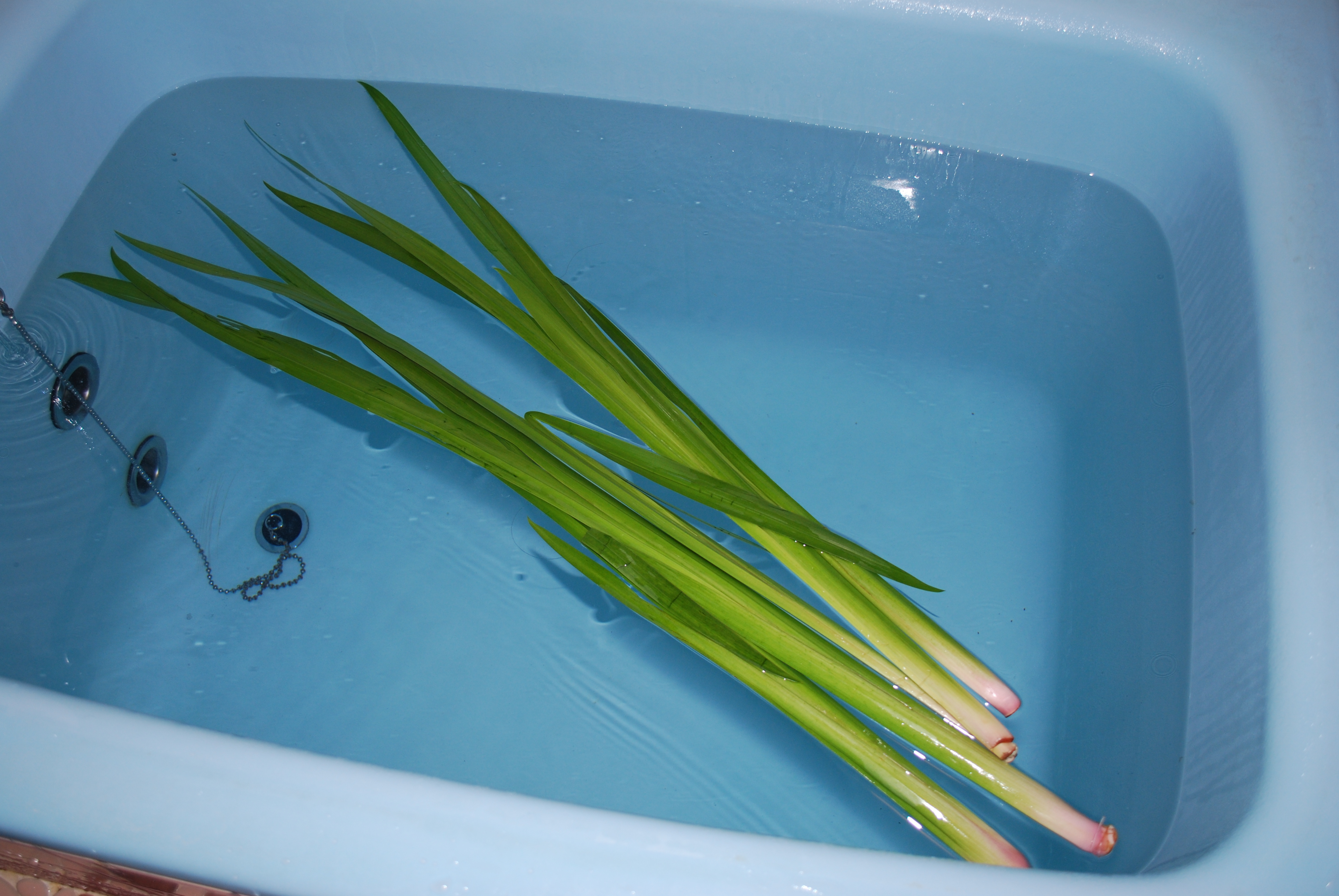
菖蒲湯

菖蒲湯（しょうぶゆ）は、5月5日の端午の節句の日に、ショウブ（菖蒲）の根や葉を入れて沸かす風呂のことである。年中行事のひとつ。
ショウブをどのように入れるかについては各人さまざまであり、写真のように長いまま入れる場合もあり、また、刻んで入れる、と記している文献もいくつかある。

## 由来
菖蒲湯の歴史は遡ると長い。中国の古い歴史にまで遡るとする文献もある。
菖蒲は古くから病邪を払う薬草と考えられていた。梁の宗懍が著した『荊楚歳時記』にも、古くから長寿や健康を願って菖蒲を用いていたと記されている。端午の日は春から夏への変わり目と考えられていた。端午の日には、菖蒲酒、菖蒲湯、菖蒲刀など、菖蒲を用いる習俗が多い。
日本の戦国時代の宮廷生活が記された『御湯殿上日記』には、天文2年（1533年）5月5日の条に「こよひの御いわい（祝）もいつものことし、しやうふ（菖蒲）の御ゆ（湯）めさします」とある。5月4日に菖蒲の枕を用いて、5月5日にはその枕を解き、それを湯に浮かべた菖蒲湯に浴したらしい。
一般庶民が菖蒲湯を楽しむようになったのは意外に遅く、江戸時代になってからだとも言う。
江戸時代の庶民の生活の様子を綴った『東都歳事記』の5月6日の項には、「諸人菖蒲湯に浴す」とあり、5月5日の夜あるいは5月6日の朝に、各家では菖蒲湯に入る風習があったという。長屋暮らしの庶民も湯屋へ行って菖蒲湯を楽しんだ。宝井其角は次のような句を詠んだという。
銭湯を沼になしたる菖蒲（あやめ）かな
銭湯の客は、普段の湯銭に加えてわずかの祝儀をおひねりにして、番台の上に置かれた三方に置くのが決まりだったという。
5月5日には銭湯の入り口に「五月五日菖蒲湯仕候」という紙が貼り出されたという。現在でも銭湯や温泉等々で、菖蒲湯が用意されていることがある。
菖蒲湯やあやめ湯は、薬湯の一種で、またその香りによって悪疫を退散させようとする民間療法でもある。同様の例として、冬至の日の柚子湯がある。

## 現代

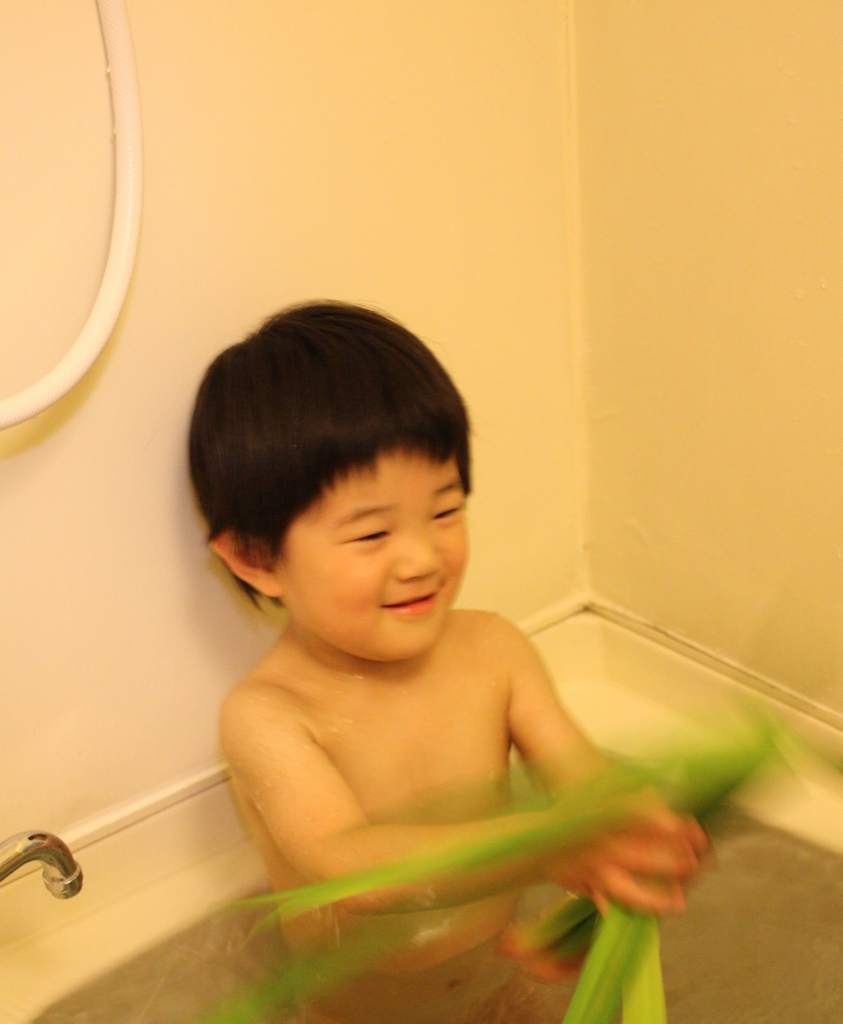
菖蒲湯につかる子供

現代でも5月5日（こどもの日）に沸かした風呂に菖蒲を入れて入浴すれば暑い夏を丈夫に過ごせると信じられている。また、風呂の中で菖蒲の葉の鉢巻を締めると、その効果はさらに高まる、と信じられている。

## 菖蒲湯の効果
菖蒲にはアサロンやオイゲノールという精油成分が多く含まれており、腰痛や神経痛を和らげる効果が期待できる。店頭で売られている菖蒲は葉の部分が多いが、血行促進や保湿の薬効がある精油成分は根の部分に含まれ、その効果を望む場合は漢方薬局で相談するとよい。
また、菖蒲の独特の香りにはアロマセラピー効果もあり、心身ともリラックスすることを期待できる。

## 季語
なお、菖蒲湯は夏の季語となっている。
江戸中期の俳人・加舎白雄の次のような俳句がある。
菖蒲湯や 菖蒲寄り来る 乳のあたり